# 우주교통
우주교통(宇奏交通)은 대구광역시의 버스 회사로, 본사는 대구광역시 북구 관음로 127 (관음동)에 있다.

## 개요
- 1979년 12월 11일에 시내버스 운송 면허를 취득[2]하여 (당시) 남구 월성동에서 설립되었다.
- 창립 때부터 대우버스만 운용했으며, 2001년 대현교통이 도산[3]하여 넘어온 현대 에어로시티도 있었으나 2009년에 대우버스로 전면 교체하여 2018년까지 운용했다. 그러나 그해 11월에 창립 이후 최초로 현대 뉴 슈퍼 에어로시티를 도입했다.
- 2010년 3월 30일에 동신여객을 인수합병했다.
- 이미 2009년 7월에 관음동 공영차고지가 완공되어 있었으나 대구광역시가 요구한 자격 요건 문제로 입주 업체가 선정되지 못한 가운데, 우주교통이 차고지 근처 월성1동 및 대천동에 월배지구 개발이 본격화되자 동신여객을 인수하기로 하고 관음동공영차고지의 입주 업체로 선정됐다.[4]
- 입주 작업을 하는 동안 대구광역시 달서구 월성1동 본사차고지와 대구광역시 북구 관음동 제 2차고지(舊 동신여객)[5]로 이원화하여 임시로 운영한 후, 2010년 9월에 관음동공영차고지로 통합 이전하고 얼마 후 정식으로 종점 인가를 받았다.
- 관음변전소 옆에 있는 관음동 공영차고지는 937번, 939번의 기종점으로 사용되고 있다.
- 719번, 724번, 750번 차량도 읍내동 칠곡우방타운에서 운행을 마친 후 관음동공영차고지로 공차회송하여 장기정차 및 가스 충전을 실시하며, 운행 시작 전에 칠곡우방타운으로 다시 회송하여 운행을 시작한다.
- 2020년 5월 1일부터 전기버스인 일렉시티, 5월 7일부터 아폴로 1100의 운용을 개시했으며, 관음동공영차고지에 전기차 충전기를 설치했다.
- 2021년에는 관음동공영차고지에 수소 충전소가 완공됐으며, 2022년 9월에 일렉시티 수소연료전지버스 2대를 도입했다.
- 대구광역시 버스 회사 최초로 범한자동차 E-STAR 11을 도입한 업체이기도 하다.

## 보유 차량

#### 자일대우버스
- 자일대우 NEW BS106
- 자일대우 NEW BS110

#### 현대자동차
- 현대 뉴 슈퍼 에어로시티
- 현대 저상 뉴 슈퍼 에어로시티
- 현대 일렉시티(전기, 수소)

#### 우진산전
- 우진산전 아폴로 1100

#### 범한자동차
- 범한자동차 E-STAR 11

## 차고지
- 대구광역시 북구 관음로 127 (관음동 354)

## 노선
| 노선번호                  | 운행경로 기점 ↔ 중간경유지 ↔ 종점                    | 운행경로 기점 ↔ 중간경유지 ↔ 종점 | 운행경로 기점 ↔ 중간경유지 ↔ 종점                                 | 운행대수    | 비고                                                |
| ------------------------- | ---------------------------------------------------- | --------------------------------- | ----------------------------------------------------------------- | ----------- | --------------------------------------------------- |
| 204번                     | 북구 사수동 금호지구                                 | 중구 남산2동 반월당역             | 수성구 범물1동행정복지센터                                        | 4 (저상 2)  | 한일운수 공배                                       |
| 구 427번 구 234번 520번   | 달성군 다사읍 매곡리공영차고지                       | 서구 이현동 서대구역              | 중구 남일동 약령시                                                | 7 (저상 2)  | 우진교통 공배                                       |
| 706번                     | 북구 관음동공영차고지                                | 중구 남산2동 반월당역             | 달서구 대곡동공영차고지                                           | 9 (저상 5)  | 남도버스 공배                                       |
| 724번                     | 북구 읍내동 칠곡우방타운                             | 중구 공평동 2.28기념중앙공원      | 수성구 욱수동 덕원중고교                                          | 12 (저상 7) | 세진교통 공배                                       |
| 937번                     | 수성구 욱수동 덕원중고교                             | 북구 산격2동 종합유통단지         | 북구 관음동공영차고지                                             | 14 (저상 8) | 한일운수 공배                                       |
| 칠곡1번                   | 북구 동호동 영진교통 차고지                          | 북구 읍내동 칠곡네거리            | 북구 동호동 영진교통 차고지                                       | 7 (저상 6)  | 단독운행                                            |
| 칠곡1-1번                 | 북구 동호동 영진교통 차고지                          | 북구 읍내동 칠곡네거리            | 북구 동호동 영진교통 차고지                                       | 7 (저상 6)  | 단독운행                                            |
| 구 305번 구 750번 남구2번 | 달성군 다사읍 방천리공영차고지                       | 서구 이현동 서대구역              | 남구 봉덕3동 앞산공원                                             | 6 (저상 1)  | 신흥버스 공배                                       |
| 구 동구 5번 북구5번       | 북구 관음동공영차고지                                | 북구 국우동 북구구민운동장        | 북구 연경동 연경초등학교                                          | 7 (저상 6)  | 단독운행                                            |
| 구 750번 북구7번          | 북구 읍내동 칠곡우방타운                             | 북구 노원동 팔달시장역            | 서구 이현동 서대구역                                              | 8 (저상 5)  | 단독운행                                            |
| 북구8번                   | 북구 관음동공영차고지                                | 북구 팔달동 팔달역                | 북구 사수동 사수초등학교                                          | 3 (저상 2)  | 단독운행                                            |
| 7250번                    | 하행:북구 태전동 태전역 상행:달서구 대곡동공영차고지 | 달서구 신당동 계명대학교동문      | 하행:달서구 호림동 모다아울렛 상행:달성군 다사읍 방천리공영차고지 | 1           | 경신교통, 신흥버스, 동명교통 공배 주중 출근맞춤버스 |
| 예비차량                  |                                                      |                                   |                                                                   | 5 (저상 1)  |                                                     |
| 12종                      |                                                      |                                   |                                                                   | 89대        |                                                     |

## 갤러리

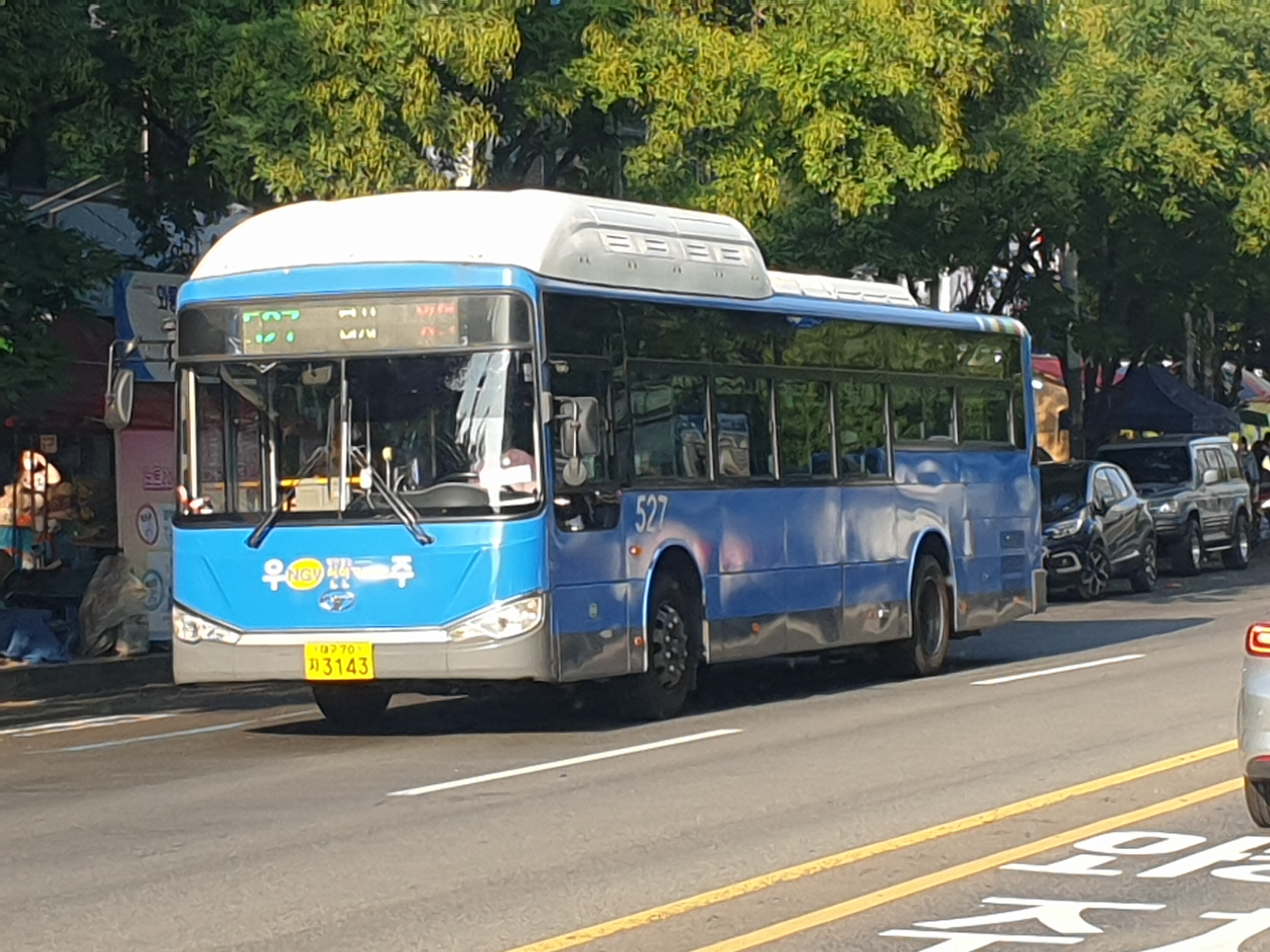
대구시내버스 527번